# Falsomordellistena nipponica
Falsomordellistena nipponica es una especie de coleóptero de la familia Mordellidae.

## Distribución geográfica
Habita en Japón.